# Центральный парк культуры и отдыха имени С. М. Кирова
Центра́льный парк культу́ры и о́тдыха имени С. М. Кирова (ЦПКиО, б. Елагин парк) — парк на Елагином острове в Санкт-Петербурге. Основан 5 августа 1932 года. После убийства Сергея Мироновича Кирова назван его именем.

## История
Остров и дом на нём выкупил в 1818 году у обер-гофмейстера Ивана Елагина Александр I. Дворец стал резиденцией вдовствующей императрицы Марии Фёдоровны. Строительством зданий и интерьеров занимался архитектор Карл Росси. Комплекс зданий, который был завершён к 1822 году, считается одним из лучших образцов русского ампира.
После революции, с 1918 по 1929 год, в здании дворца работал Музей истории и быта. После его закрытия, весь Елагин остров стал парком культуры и отдыха.
В 1990 году Елагин остров был включен в список Всемирного наследия ЮНЕСКО, в 1987 году дворцу был присвоен статус музея, а с 2001 года архитектурно-парковый ансамбль является памятником федерального значения. С 2001 года началось восстановление дворцового комплекса, работы заняли 20 лет.

## Музеи
В 2010 году в парке открылся Музей художественного стекла. Основой коллекции музея стали предметы из закрывшегося Ленинградского завода художественного стекла. В 2018 году при музее открылась стеклодувная мастерская.

## Выставки и фестивали
В июле 2022 года в музее впервые прошла выставка граффити (персональная выставка художника Саши Труна). В сентябре 2022 года в Полуциркульном зале Конюшенного корпуса прошла выставка «200 лет Елагиноостровскому дворцово-парковому ансамблю».

## В кино
В этом парке проходили съёмки короткометражного музыкального телефильма «Грустить не надо» (1985). В ЦПКиО снималась часть эпизодов сериала «Бандитский Петербург». В частности, в месте «Кричи — не кричи» (стрелка Елагина острова) снята сцена разборки из второй части.

## Фотографии

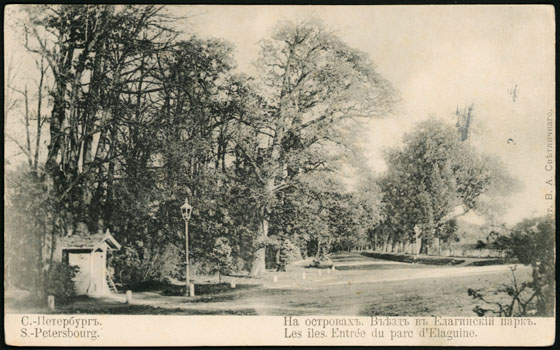
Снимок 1910-х годов
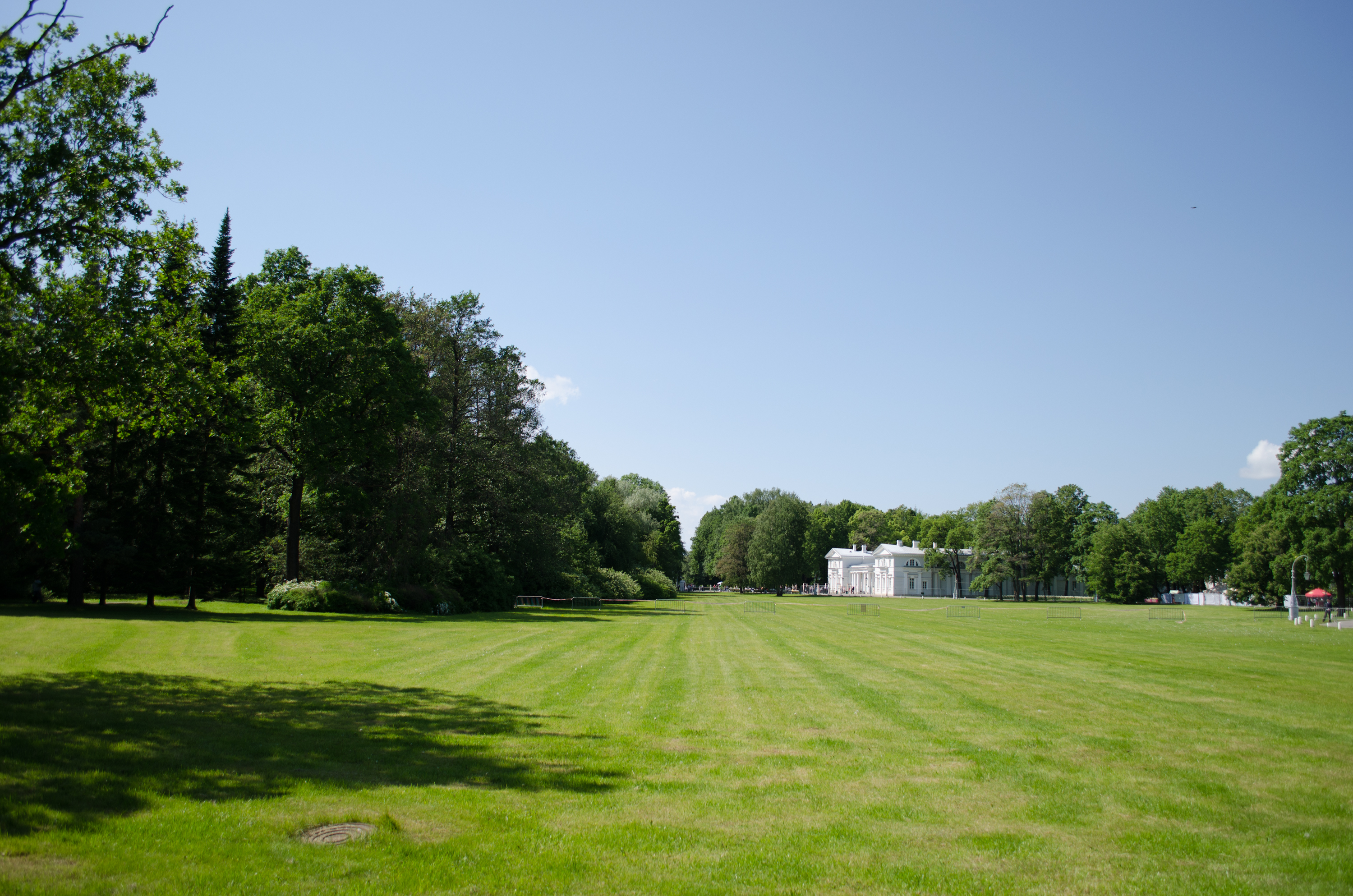
Масляный луг
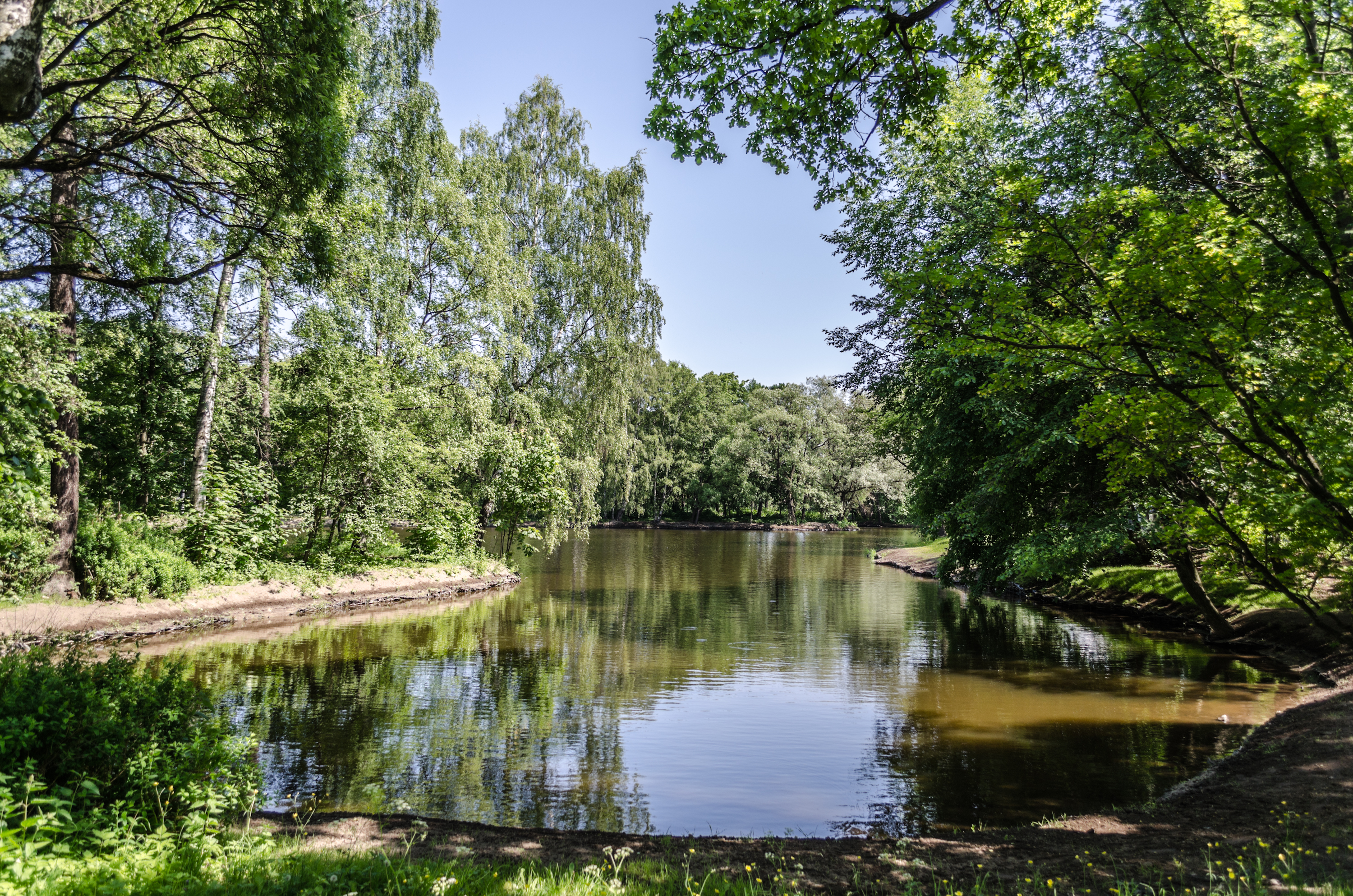
Третий северный пруд
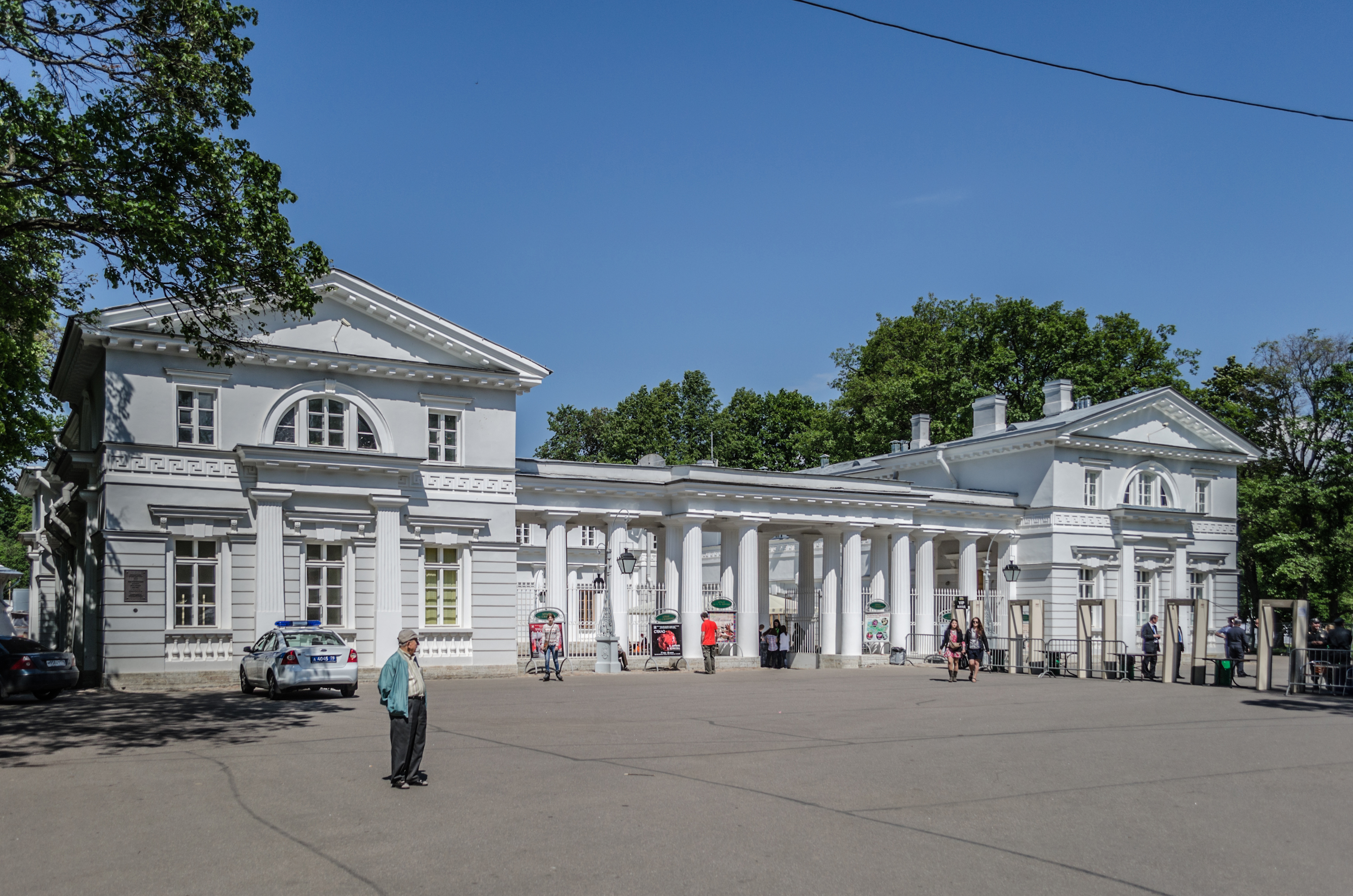
Конюшенный корпус
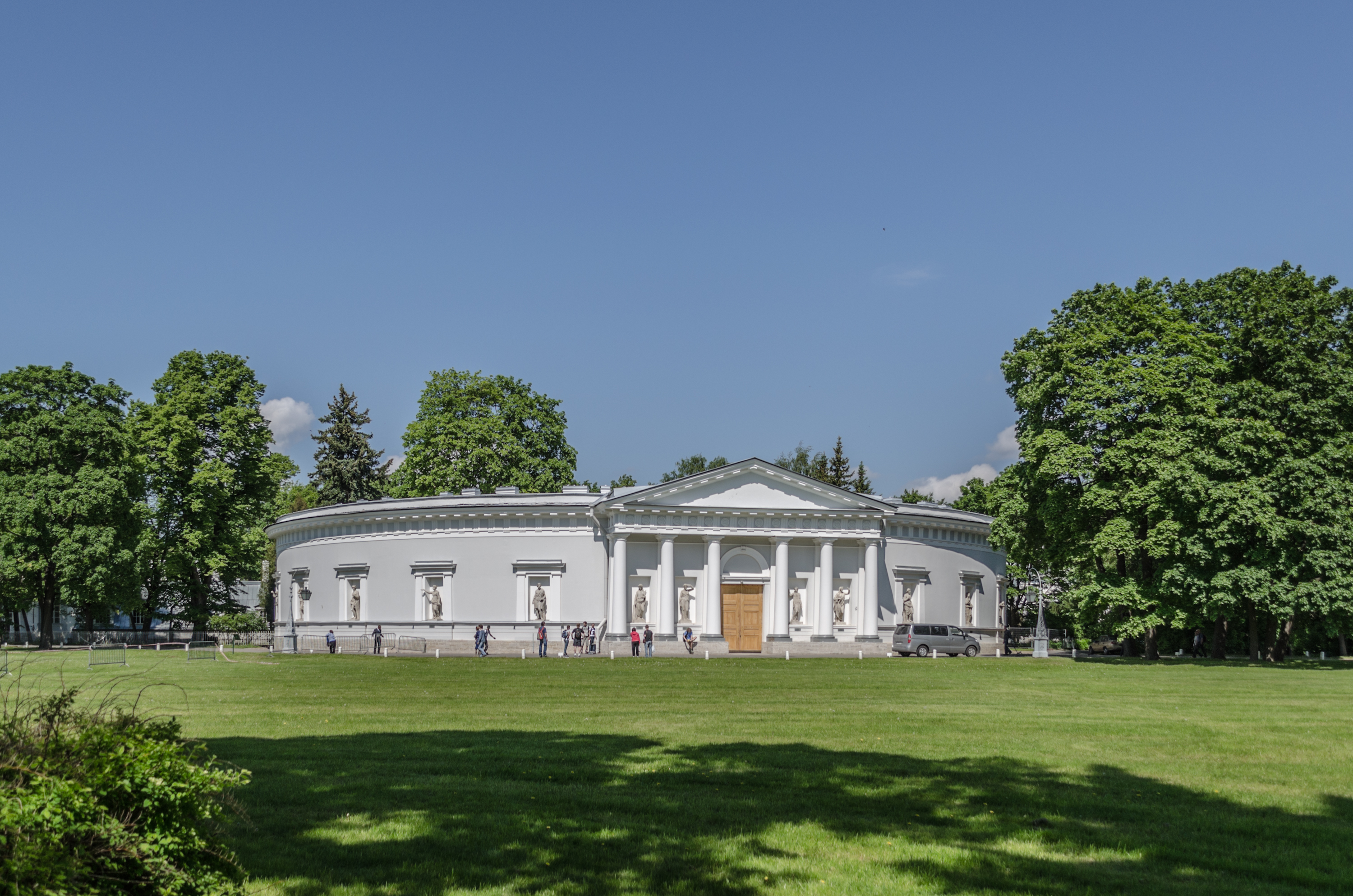
Кухонный корпус
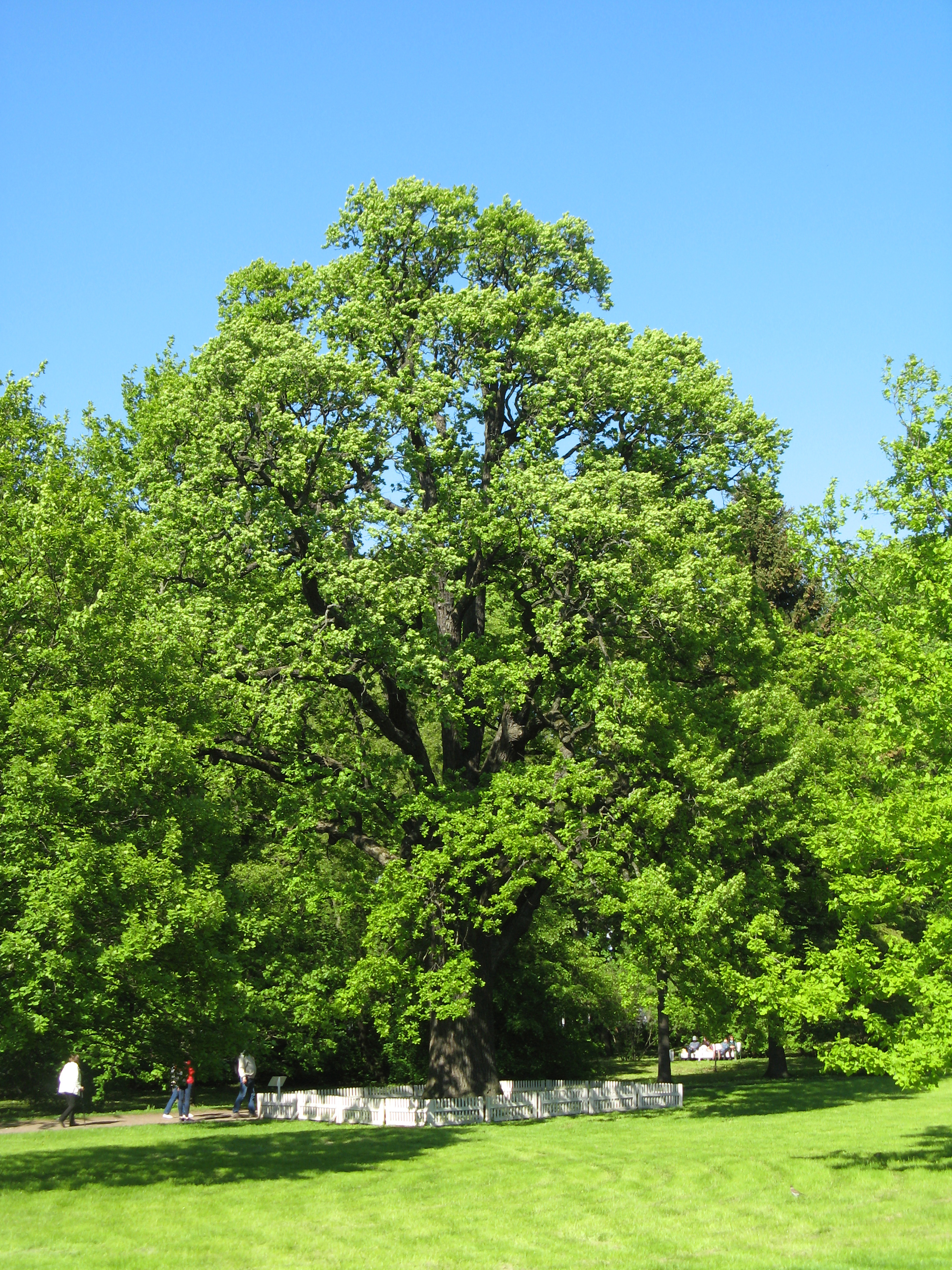
Старовозрастный дуб
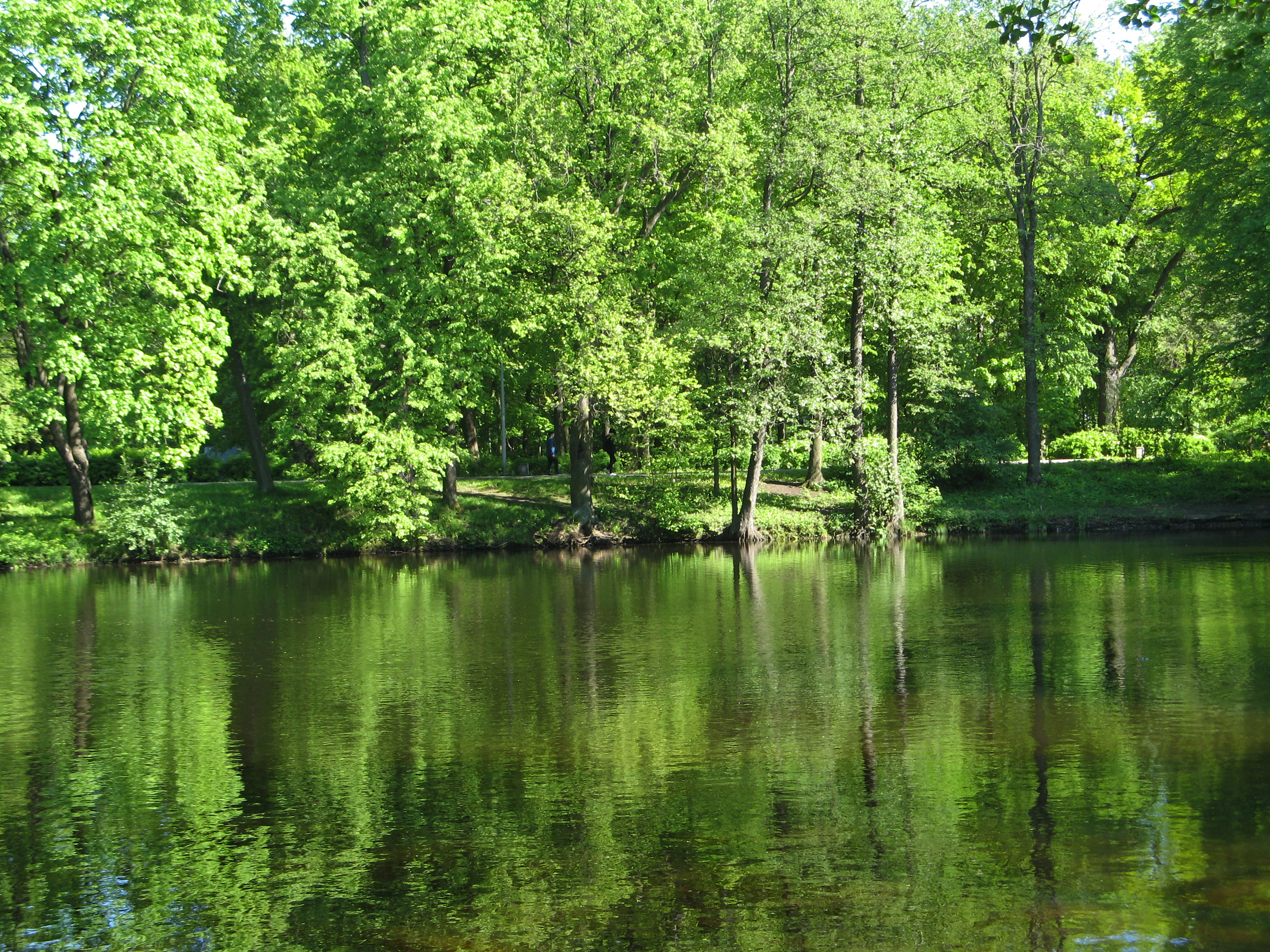
Четвёртый южный пруд